# Centro del Museo de Azerbaiyán
Centro del Museo de Azerbaiyán o  Centro del Museo del Ministerio de Cultura y Turismo de la República de Azerbaiyán es un edificio ubicado en Bakú capital de Azerbaiyán. Aquí se muestran las exposiciones de arte clásico y conceptual de Azerbaiyán moderno, la conmemoraciones y las exposiciones personales de artistas famosos, la creatividad y debut de nuevos artistas.
El Centro del Museo del Ministerio de Cultura y Turismo de la República de Azerbaiyán incluye:
- Museo Estatal de Cultura Musical de Azerbaiyán
- Museo de Teatro Estatal de Azerbaiyán
- Museo de Independencia de Azerbaiyán
- Museo Estatal de Historia Religiosa de Azerbaiyán
- Una galería de arte
- Un salón ceremonial circular
- Un salón de actos

## Historia
La sucursal de Bakú del Museo del Centro V.I.Lenin se fundó sobre la base del Museo de Historia de las Organizaciones Bolcheviques de Azerbaiyán que lleva el nombre de I.V.Stalin el 4 de agosto de 1954, por decisión del Partido Comunista Soviético y que se abrió al público en abril de 1955. Con cuatro memoriales, museos histórico-revolucionarios (Museo de la Casa Secreta de Nina, Casa Museo de Meshadi Azizbekov, Casa Museo de Sergey Kirov, Sindicato de Obreros de la Industria Petrolera y Museo del Periódico Gudok), fue uno de los centros de negocios ideológicos para promover el leninismo en la república y educar a los trabajadores sobre el ejemplo de la vida y actividad de Vladimir Lenin. Más de 9,000 diferentes exhibiciones, incluyendo los manuscritos de Lenin, fueron presentados en la exposición. El nuevo edificio del museo fue construido en 1957 por el arquitecto azerbaiyano Hasan Majidov para el 90.º aniversario de Vladimir Lenin y encargado en 1961 como sucursal del Museo de Moscú que lleva el nombre de V.I. Lenin. En 1991, después del colapso de la Unión Soviética, el edificio fue transferido al Ministerio de Cultura de la República de Azerbaiyán y rebautizado como Centro del Museo. La directora del Centro del Museo es Liana Vezirova.

## Estructura
El edificio del Centro del Museo consta de cuatro plantas. En la planta baja hay un vestíbulo y un quiosco del museo. El salón de actos y el Museo Estatal de Cultura Musical de Azerbaiyán se encuentran en el segundo piso. En el tercero se encuentran el Museo de la Independencia de Azerbaiyán y el Museo del Teatro Estatal de Azerbaiyán, que lleva el nombre de Yafar Yabbarlí. La Dirección, la Sala Redonda, la Galería de Arte y el Centro de Información y el Centro de Estudio de la Información del Museo Ruso: una sucursal virtual se encuentran en el cuarto piso.

## Cooperación
El Centro de Museos del Ministerio de Cultura y Turismo de la República de Azerbaiyán coopera estrechamente con los museos de Rusia, Georgia, Estados Unidos, Francia y Alemania.
En el Centro del museo se celebran diversos tipos de actos, conferencias de organizaciones internacionales de la UNESCO, las Naciones Unidas, TURKSOY, seminarios, veladas conmemorativas de personajes famosos, conferencias de prensa, etc. El Departamento de Desarrollo Cultural y Relaciones Internacionales se inauguró en el Centro del Museo en 2005 y el propósito de crear este departamento fue el desarrollo de nuevos programas culturales..
Una delegación del Museo Arqueológico Noruego de Stavanger visitó Azerbaiyán el 23 de septiembre de 2007. Las partes firmaron el acuerdo de «Cooperación entre los museos de Azerbaiyán y Noruega». El proyecto se basó en la exposición «Caravan - Fireside Land of Azerbaijan» de las partes azerbaiyana y noruega y se basó en el interés mutuo en el desarrollo y fortalecimiento de los lazos y la cooperación entre los museos de Azerbaiyán y Noruega y en la facilitación de las futuras relaciones culturales y la cooperación entre los dos países.